# Neolasioptera incisa
Neolasioptera incisa är en tvåvingeart som beskrevs av Plakidas 1994. Neolasioptera incisa ingår i släktet Neolasioptera och familjen gallmyggor.
Artens utbredningsområde är Pennsylvania. Inga underarter finns listade i Catalogue of Life.